# Johan Nicolai Madvig
Johan Nicolai Madvig (Bornholm, 7 de agosto de 1804-Copenhague, 12 de diciembre de 1886) político, historiador, filósofo e importante latinista danés

## Biografía
Madvig estudió humanidades en Frederiksborg y la Universidad de Copenhague donde fue profesor de literatura latina. Además de su faceta como investigador y enseñante de estudios superiores, militó para regresar a la distribución territorial de antes de 1816 y fue diputado en el parlamento, ministro de instrucción pública de 1848 a 1852, secretario general del Partido Nacional-Liberal y presidente de la Asamblea Nacional de Dinamarca de 1856 a 1863.

## Obra
- De Asconii Pediani commentariis in Ciceronis orationes (1828), Copenhague
- edición comentada de Cato major et Lælius de Cicerón (1835), Copenhague
- Emendationes in Ciceronis libros de legibus et Academica (1828), Copenhague
- De Finibus malorum et bonorum (1839)
- Latinsk Sproglaere til Skolebrug y Latinsk Ordføiningslære(1844)
- Emendationes Livianæ (1860), Copenhague
- Livii ab urbe condita libri (1861-65), Copenhague.
- Adversaria critica ad scriptores graecos et latinos (1871-84, 3 vol., Copenhague)
- Græsk Ordføiningslaere (1846), Copenhague
- Opuscula academica (1834-1842), Copenhague
- Kleine philologische Schriften (1875), Leipzig.
- Die Verfassung und Verwaltung des Römischen Staates (1881-82)
- Livserindringer (1887)

- Datos: Q708414
- Multimedia: Johan Nicolai Madvig / Q708414